# Trematosauria
De Trematosauria zijn een van de twee belangrijkste groepen temnospondyle Batrachomorpha (basale 'amfibieën') die de Perm-Trias-massa-extinctie hebben overleefd, de andere (volgens Adam Yates en Anne Warren 2000) zijn de Capitosauria. De trematosauriërs waren een diverse en belangrijke groep die veel middelgrote tot grote vormen omvatte, die semi-aquatisch tot volledig aquatisch waren. De groep omvatte vormen met een lange snuit zoals de Trematosauria en korte, breedhoofdige vormen zoals de metoposauriërs. Hoewel de meeste groepen het Trias niet overleefden, bleef één geslacht, de brachyopoïden, bestaan tot het Krijt. Trematosauria werd in 2000 gedefinieerd als alle stereospondylen die nauwer verwant zijn aan Trematosaurus dan aan Parotosuchus, een capitosauriër.
Er zijn verschillende stammen van Trematosauria beschreven:

## Trematosauroidea
Het typische lid van de Trematosauroidea was een gaviaalachtig dier met een lange snuit dat gespecialiseerd was in het vangen van vis.
Ze hadden duidelijke laterale lijnkanalen op hun schedels. Fossiele resten van de dieren zijn gevonden in Groenland, Spitsbergen, Madagaskar, Zuid-Afrika, het westen van Noord-Amerika, Australië en Rusland. Ze leefden alleen in het Vroeg-Trias en zijn waarschijnlijk een primitieve afstamming van Trematosauria.

## Metoposauroidea
De Metoposauroidea waren platkoppige, aquatische dieren en leken op de Capitosauria. Ze verschilden daarvan doordat hun ogen verder naar voren stonden en naar boven waren gericht. De Metoposauroidea kwamen vooral voor in het Laat-Trias in Noord-Amerika, Europa en India, maar leefden al in het Midden-Trias en kunnen een wereldwijde verspreiding hebben gehad. De dieren brachten waarschijnlijk het grootste deel van hun leven bewegingsloos onder water door, wachtend tot er een prooi voorbij zwom. In hun kaken zaten rijen tanden en ze hadden ook grote tanden op het verhemeltebeen. Op het land waren ze waarschijnlijk erg onbeholpen. Grote hoeveelheden geconglomereerde fossielen zijn vooral gevonden in afzettingen gevormd uit de modder van ondiepe, opdrogende zoetwatermeren.

## Plagiosauroidea
De Plagiosauroidea zijn alleen bekend van zeldzame fossielen uit het hele Trias van Europa. Het zijn vreemde tempospondylen met zeer korte, brede schedels bedekt met puistachtige uitgroeisels en gereduceerde ledematen. De ogen zaten dicht bij elkaar in het midden van de schedel. Ze leefden aquatisch. Sommige vormen, zoals Gerrothorax, behielden hun uitwendige kieuwen zelfs als volwassen dieren.

## Brachyopoidea
Brachyopoidea hadden een korte, brede en platte schedel. Ze leefden waarschijnlijk semiaquatisch. Er zijn fossielen gevonden in Noord- en Zuid-Amerika, Australië, Azië, Zuid-Afrika, Europa en Antarctica. Ze leefden gedurende het hele Trias, de families Brachyopidae en Chigutisauridae nog langer. Zeer grote vormen uit het Vroeg-, Midden- en Laat-Jura zijn gevonden in Australië, China en Mongolië. Koolasuchus uit het Vroeg-Krijt van Australië, beschreven in 1997, was het laatste levende lid van de Temnospondyli. De late vormen overleefden waarschijnlijk in afgelegen gebieden of gebieden met een koel klimaat, waar ze niet door krokodillen konden worden gekoloniseerd.

## Fylogenie
|  | Rhytidosteidae                                                   |
|  |                                                                  |
|  | \| \| Brachyopidae \| \| \| \| \| \| Chigutisauridae \| \| \| \| |
|  |                                                                  |
|  | Brachyopidae                                                     |
|  |                                                                  |
|  | Chigutisauridae                                                  |
|  |                                                                  |

|  | Brachyopidae    |
|  |                 |
|  | Chigutisauridae |
|  |                 |

|  | Rhytidosteidae                                                   |
|  |                                                                  |
|  | \| \| Brachyopidae \| \| \| \| \| \| Chigutisauridae \| \| \| \| |
|  |                                                                  |
|  | Brachyopidae                                                     |
|  |                                                                  |
|  | Chigutisauridae                                                  |
|  |                                                                  |

|  | Brachyopidae    |
|  |                 |
|  | Chigutisauridae |
|  |                 |

|  | Rhytidosteidae                                                   |
|  |                                                                  |
|  | \| \| Brachyopidae \| \| \| \| \| \| Chigutisauridae \| \| \| \| |
|  |                                                                  |
|  | Brachyopidae                                                     |
|  |                                                                  |
|  | Chigutisauridae                                                  |
|  |                                                                  |

|  | Brachyopidae    |
|  |                 |
|  | Chigutisauridae |
|  |                 |

|  | Rhytidosteidae                                                   |
|  |                                                                  |
|  | \| \| Brachyopidae \| \| \| \| \| \| Chigutisauridae \| \| \| \| |
|  |                                                                  |
|  | Brachyopidae                                                     |
|  |                                                                  |
|  | Chigutisauridae                                                  |
|  |                                                                  |

|  | Brachyopidae    |
|  |                 |
|  | Chigutisauridae |
|  |                 |

|  | Rhytidosteidae                                                   |
|  |                                                                  |
|  | \| \| Brachyopidae \| \| \| \| \| \| Chigutisauridae \| \| \| \| |
|  |                                                                  |
|  | Brachyopidae                                                     |
|  |                                                                  |
|  | Chigutisauridae                                                  |
|  |                                                                  |

|  | Brachyopidae    |
|  |                 |
|  | Chigutisauridae |
|  |                 |

|  | Rhytidosteidae                                                   |
|  |                                                                  |
|  | \| \| Brachyopidae \| \| \| \| \| \| Chigutisauridae \| \| \| \| |
|  |                                                                  |
|  | Brachyopidae                                                     |
|  |                                                                  |
|  | Chigutisauridae                                                  |
|  |                                                                  |

|  | Brachyopidae    |
|  |                 |
|  | Chigutisauridae |
|  |                 |

|  | Rhytidosteidae                                                   |
|  |                                                                  |
|  | \| \| Brachyopidae \| \| \| \| \| \| Chigutisauridae \| \| \| \| |
|  |                                                                  |
|  | Brachyopidae                                                     |
|  |                                                                  |
|  | Chigutisauridae                                                  |
|  |                                                                  |

|  | Brachyopidae    |
|  |                 |
|  | Chigutisauridae |
|  |                 |

|  | Rhytidosteidae                                                   |
|  |                                                                  |
|  | \| \| Brachyopidae \| \| \| \| \| \| Chigutisauridae \| \| \| \| |
|  |                                                                  |
|  | Brachyopidae                                                     |
|  |                                                                  |
|  | Chigutisauridae                                                  |
|  |                                                                  |

|  | Brachyopidae    |
|  |                 |
|  | Chigutisauridae |
|  |                 |